# 雁门镇 (汶川县)
雁门镇，原为雁门乡，是位于中国四川省阿坝藏族羌族自治州汶川县的一个乡，素有汶川县“东大门”之称，是冉尤大道的重要关口。雁门乡因“负山临江，两岸壁立，中通一线只有鸿雁可以飞越”而得名。乡境东连茂县南新乡，南面与彭州市相连，西邻威州镇和西北的克枯乡。
全乡幅员面积144.56平方公里，耕地面积5287亩，人均有地0.85亩，现有农户1305户，人口6197人，2002年全乡工业总产值817万元，人均纯收入702元。
雁门乡共有9个行政村，21个村民小组。全乡羌、藏、回、汉等多种民族，其中羌族占97%，是羌民族的聚居地。
2018年撤乡设镇。区划代码改为513221108 。
2019年12月，撤销雁门镇，将其所属行政区域划归威州镇管辖。

## 地理
雁门镇属岷江上游典型的干旱河谷地带，西北低走势，境内村寨最高海拔2080米，最低海拔1350米。雁门乡资源丰富，境内有多种野生动植物及矿产资源。岷江河穿境而过，雁门沟内水量丰富。

## 行政区划
雁门镇现辖：
过街楼村、芤山村、青坡村、萝卜寨村、索桥村、月里村、通山村、白水村和麦地村。

## 旅游
- 雁门大峡谷
- 萝卜寨